# Livano Comenencia
Livano Shyron Liomar Comenencia (Breda, 3 febbraio 2004) è un calciatore olandese, originario di Curaçao, centrocampista dello Zurigo e della nazionale di Curaçao.

## Caratteristiche tecniche
Di ruolo centrocampista, grazie alla sua duttilità è utilizzabile anche come difensore, impiegato principalmente sulla fascia destra, anche se aveva iniziato la carriera da mediano. Grazie al fisico, si disimpegna bene nei contrasti e sulle palle alte; inoltre è anche discretamente veloce e abile nel dribblare.
Nel 2021 è stato inserito nella lista dei 60 migliori calciatori nati nel 2004, stilata dal quotidiano britannico The Guardian.

## Carriera

### Club

#### PSV
Nato a Breda, nel sud dei Paesi Bassi, ha origini familiari di Curaçao, isola caraibica, parte del Regno dei Paesi Bassi. Ha iniziato a giocare a calcio nel TVC'39, squadra della sua città, rimanendovi fino all'età di sette anni, nel 2011, quando è entrato nel settore giovanile del PSV.
Dopo alcune convocazioni, senza giocare, nella stagione precedente, a partire dall'estate 2021 è entrato stabilmente nella rosa dello Jong PSV, seconda squadra della formazione di Eindhoven, militante in Eerste Divisie, seconda serie olandese, esordendo tra i professionisti il 16 agosto, alla seconda giornata di campionato, titolare nella sconfitta casalinga per 0-1 contro il Den Bosch.
La stagione successiva ha trovato la sua prima rete in carriera (e unica in biancorosso), realizzando al 50' il gol del momentaneo 2-1 nella vittoria interna per 3-1 sul PEC Zwolle del 36º e terzultimo turno di Eerste Divisie, l'8 maggio 2023.
Ha chiuso l'esperienza di 12 anni ad Eindhoven nell'estate 2023, con 60 presenze e una rete con la seconda squadra, senza riuscire a trovare l'esordio in prima squadra, pur ottenendo una convocazione a testa in Eredivisie, Coppa dei Paesi Bassi e turni preliminari di Champions League (quest'ultima nella stagione 2023-2024). In Eerste Divisie ha chiuso al 12º posto il primo anno e al 14º il secondo.

#### Juventus
Dopo una presenza ufficiale con lo Jong PSV ad agosto 2023, a fine calciomercato estivo, il 1º settembre, si è trasferito in Italia, firmando con la Juventus, venendo inserito nella Juventus Next Gen, in Serie C.
Ha fatto il suo debutto il giorno dopo, il 2 settembre, entrando al 69' della sconfitta esterna per 3-1 sul campo del Pescara, alla prima giornata di campionato.
Il 15 dello stesso mese ha segnato il suo primo gol, realizzando al 1' il momentaneo vantaggio per 1-0 nella sfida poi persa per 4-3 in trasferta contro il Rimini, terzo turno di Serie C.

#### Zurigo
Il 6 agosto 2025 si trasferisce a titolo definitivo allo Zurigo, in Super League.

### Nazionale
Ha esordito con le nazionali giovanili olandesi nel 2019, con l'Under-15, ottenendo sette presenze, tre delle quali da capitano, e due reti. Tra lo stesso 2019 e il 2020 ha giocato tre volte in Under-16 (due da capitano) e cinque, con un gol, in Under-18, dove ha indossato quattro volte la fascia.
Nel 2022 ha giocato per la prima volta in competizioni ufficiali, ottenendo sei presenze in Under-19, tre nelle qualificazioni all'Europeo di categoria di Slovacchia 2022 e tre in quelle all'Europeo di Malta 2023, queste ultime da capitano.
Dopo una gara amichevole con l'Under-20 olandese a marzo 2023 non ha ottenuto più chiamate in Oranje, né con l'Under-21 né con la nazionale maggiore; nell'ottobre 2024 ha deciso allora di accettare una convocazione nella nazionale maggiore di Curaçao, dove ha debuttato l'11 ottobre, subentrando al 71' a Joshua Brenet nel pareggio per 0-0 sul campo neutro di Gros Islet, a Saint Lucia, formalmente in trasferta contro Grenada, nella fase a gironi di CONCACAF Nations League, Lega B.

## Statistiche

### Presenze e reti nei club
Statistiche aggiornate al 6 agosto 2025.
| Stagione                 | Squadra                  | Campionato               | Campionato | Campionato | Coppe nazionali | Coppe nazionali | Coppe nazionali | Coppe continentali | Coppe continentali | Coppe continentali | Altre coppe | Altre coppe | Altre coppe | Totale | Totale | Totale |
| Stagione                 | Squadra                  | Comp                     | Pres       | Reti       | Comp            | Pres            | Reti            | Comp               | Pres               | Reti               | Comp        | Pres        | Reti        | Pres   | Reti   |        |
| ------------------------ | ------------------------ | ------------------------ | ---------- | ---------- | --------------- | --------------- | --------------- | ------------------ | ------------------ | ------------------ | ----------- | ----------- | ----------- | ------ | ------ | ------ |
| 2021-2022                | Jong PSV                 | ED                       | 26         | 0          | -               | -               | -               | -                  | -                  | -                  | -           | -           | -           | 26     | 0      |        |
| 2022-2023                | Jong PSV                 | ED                       | 33         | 1          | -               | -               | -               | -                  | -                  | -                  | -           | -           | -           | 33     | 1      |        |
| ago. 2023                | Jong PSV                 | ED                       | 1          | 0          | -               | -               | -               | -                  | -                  | -                  | -           | -           | -           | 1      | 0      |        |
| Totale Jong PSV          | Totale Jong PSV          | Totale Jong PSV          | 60         | 1          |                 | -               | -               |                    | -                  | -                  |             | -           | -           | 60     | 1      |        |
| 2023-2024                | Juventus Next Gen        | C                        | 30+6       | 2          | CI-C            | 2               | 1               | -                  | -                  | -                  | -           | -           | -           | 38     | 3      |        |
| 2024-2025                | Juventus Next Gen        | C                        | 29+2       | 0          | CI-C            | 1               | 0               | -                  | -                  | -                  | -           | -           | -           | 32     | 0      |        |
| Totale Juventus Next Gen | Totale Juventus Next Gen | Totale Juventus Next Gen | 59+8       | 2          |                 | 3               | 1               |                    | -                  | -                  |             | -           | -           | 70     | 3      |        |
| 2025-2026                | Zurigo                   | SL                       | -          | -          | CS              | -               | -               | -                  | -                  | -                  | -           | -           | -           | -      | -      |        |
| Totale carriera          | Totale carriera          | Totale carriera          | 127        | 3          |                 | 3               | 1               |                    | -                  | -                  |             | -           | -           | 130    | 4      |        |

### Cronologia presenze e reti in nazionale
| Cronologia completa delle presenze e delle reti in nazionale ― Curaçao | Cronologia completa delle presenze e delle reti in nazionale ― Curaçao | Cronologia completa delle presenze e delle reti in nazionale ― Curaçao | Cronologia completa delle presenze e delle reti in nazionale ― Curaçao | Cronologia completa delle presenze e delle reti in nazionale ― Curaçao | Cronologia completa delle presenze e delle reti in nazionale ― Curaçao | Cronologia completa delle presenze e delle reti in nazionale ― Curaçao | Cronologia completa delle presenze e delle reti in nazionale ― Curaçao |
| Data                                                                   | Città                                                                  | In casa                                                                | Risultato                                                              | Ospiti                                                                 | Competizione                                                           | Reti                                                                   | Note                                                                   |
| ---------------------------------------------------------------------- | ---------------------------------------------------------------------- | ---------------------------------------------------------------------- | ---------------------------------------------------------------------- | ---------------------------------------------------------------------- | ---------------------------------------------------------------------- | ---------------------------------------------------------------------- | ---------------------------------------------------------------------- |
| 11-10-2024                                                             | Gros Islet                                                             | Grenada                                                                | 0 – 0                                                                  | Curaçao                                                                | CONCACAF Nations League 2024-2025 - 1º turno                           | -                                                                      | 71’                                                                    |
| 14-10-2024                                                             | Gros Islet                                                             | Curaçao                                                                | 1 – 0                                                                  | Grenada                                                                | CONCACAF Nations League 2024-2025 - 1º turno                           | -                                                                      |                                                                        |
| 16-11-2024                                                             | Willemstad                                                             | Saint-Martin                                                           | 0 – 5                                                                  | Curaçao                                                                | CONCACAF Nations League 2024-2025 - 1º turno                           | -                                                                      |                                                                        |
| 19-11-2024                                                             | Willemstad                                                             | Curaçao                                                                | 4 – 1                                                                  | Saint Lucia                                                            | CONCACAF Nations League 2024-2025 - 1º turno                           | -                                                                      |                                                                        |
| 19-3-2025                                                              | Belek                                                                  | Curaçao                                                                | 0 – 2                                                                  | Kazakistan                                                             | Amichevole                                                             | -                                                                      |                                                                        |
| 6-6-2025                                                               | Oranjestad                                                             | Curaçao                                                                | 4 – 0                                                                  | Saint Lucia                                                            | Qual. Mondiali 2026                                                    | -                                                                      | 76’                                                                    |
| 10-6-2025                                                              | Oranjestad                                                             | Haiti                                                                  | 1 – 5                                                                  | Curaçao                                                                | Qual. Mondiali 2026                                                    | -                                                                      | 76’                                                                    |
| 17-6-2025                                                              | San Jose                                                               | Curaçao                                                                | 0 – 0                                                                  | El Salvador                                                            | Gold Cup 2025 - 1° turno                                               | -                                                                      | 84’                                                                    |
| 21-6-2025                                                              | Houston                                                                | Curaçao                                                                | 1 – 1                                                                  | Canada                                                                 | Gold Cup 2025 - 1° turno                                               | -                                                                      |                                                                        |
| 24-6-2025                                                              | San Jose                                                               | Honduras                                                               | 2 – 1                                                                  | Curaçao                                                                | Gold Cup 2025 - 1° turno                                               | -                                                                      |                                                                        |
| Totale                                                                 |                                                                        | Presenze                                                               | 10                                                                     |                                                                        | Reti                                                                   | 0                                                                      |                                                                        |

| Cronologia completa delle presenze e delle reti in nazionale ― Paesi Bassi under 20 | Cronologia completa delle presenze e delle reti in nazionale ― Paesi Bassi under 20 | Cronologia completa delle presenze e delle reti in nazionale ― Paesi Bassi under 20 | Cronologia completa delle presenze e delle reti in nazionale ― Paesi Bassi under 20 | Cronologia completa delle presenze e delle reti in nazionale ― Paesi Bassi under 20 | Cronologia completa delle presenze e delle reti in nazionale ― Paesi Bassi under 20 | Cronologia completa delle presenze e delle reti in nazionale ― Paesi Bassi under 20 | Cronologia completa delle presenze e delle reti in nazionale ― Paesi Bassi under 20 |
| Data                                                                                | Città                                                                               | In casa                                                                             | Risultato                                                                           | Ospiti                                                                              | Competizione                                                                        | Reti                                                                                | Note                                                                                |
| ----------------------------------------------------------------------------------- | ----------------------------------------------------------------------------------- | ----------------------------------------------------------------------------------- | ----------------------------------------------------------------------------------- | ----------------------------------------------------------------------------------- | ----------------------------------------------------------------------------------- | ----------------------------------------------------------------------------------- | ----------------------------------------------------------------------------------- |
| 25-3-2023                                                                           | Marbella                                                                            | Paesi Bassi under 20                                                                | 2 – 1                                                                               | Francia under 20                                                                    | Amichevole                                                                          | -                                                                                   |                                                                                     |
| Totale                                                                              |                                                                                     | Presenze                                                                            | 1                                                                                   |                                                                                     | Reti                                                                                | 0                                                                                   |                                                                                     |